# Venezia (metropolitana di Roma)
Venezia è una stazione in costruzione della linea C della metropolitana di Roma.

## Storia

### Dal progetto preliminare all'avvio dei lavori
Il progetto preliminare fu approvato dal Comune del giugno 2002. Lungo i tratti interessati, la Soprintendenza di Roma avviò le indagini archeologiche esplorative nell'estate 2006 che consentirono il rinvenimento di strutture di epoca romana di grande interesse tra cui, verso piazza Madonna di Loreto, i resti dell'Ateneo di Adriano.
Il progetto in variante elaborato nel 2007 prevedeva che la stazione Venezia fosse di interscambio con la prevista linea D ma, a seguito di alcuni rilievi dell'Autorità per la vigilanza sui contratti pubblici, nel 2010 si bloccò l'iter di approvazione dell'intera linea, il cui bando fu poi revocato nel 2012.
Il progetto definitivo della stazione fu presentato al Ministero delle infrastrutture e dei trasporti nel 2015. In previsione della sua approvazione, nel 2019 le talpe meccaniche per lo scavo delle due gallerie del tratto T3 della linea C, dopo aver superato la stazione Colosseo, proseguirono il percorso sotto via dei Fori Imperiali, salvo fermarsi a 160 metri prima di piazza Venezia.
Nel dicembre 2019 il CIPE autorizzò il proseguimento dello scavo delle due gallerie della metropolitana, sbloccando contestualmente un finanziamento di 9,3 milioni di euro. Ad agosto 2020 le due talpe meccaniche completarono il tratto rimanente prima della stazione, per posizionarsi a 35 metri sotto il centro di piazza Venezia.
Nel gennaio 2021, il Comune di Roma sottopose nuovamente al Ministero delle infrastrutture e dei trasporti il progetto definitivo della stazione Venezia che lo approvò ad agosto dello stesso anno consentendo lo stanziamento del relativo finanziamento, erogato effettivamente l'anno successivo in un pacchetto per un totale 1,6 miliardi di euro per la linea C, di cui 610 milioni per la stazione Venezia e 990 milioni per il lotto costruttivo della tratta T2.
Il progetto definitivo della stazione e il relativo quadro economico terminarono il loro iter di approvazione ed autorizzazione nel gennaio 2023.

### Dall'avvio dei lavori di costruzione
L'inaugurazione degli scavi è avvenuta il 22 giugno 2023, in presenza del ministro delle infrastrutture e dei trasporti Matteo Salvini e del sindaco di Roma Roberto Gualtieri.
Nel marzo 2024, il Comune di Roma ha stanziato 3 milioni di euro per le attività di progettazione e revisione del progetto del 2007 della linea D, il quale prevede l'intersezione con la linea C alla fermata Venezia, che diventerà di interscambio.
Sempre nello stesso mese, il Ministero delle infrastrutture e dei trasporti e il Comune di Roma hanno stipulato la convenzione per acquisire i 3,945 miliardi di euro concessi dal Governo per il prolungamento della linea C, di cui 755 milioni per la tratta Colosseo-Venezia e 2,2 miliardi per la tratta Venezia-Clodio.
Nel maggio 2025 sono stati completati i pannelli dei muri perimetrali della stazione, spessi fino 1,5 metri e con una profondità massima di 85 metri dal piano stradale. Per la loro realizzazione sono state utilizzate delle gabbie metalliche fino a una profondità di 45 metri e delle gabbie in vetroresina nella parte successiva, come predisposizione per la futura Linea D.

## Struttura e impianti
La stazione sarà dotata di otto livelli interrati e raggiungerà una profondità di 45 metri dal piano stradale, mentre i muri di supporto arriveranno fino a 85 metri. Lo scavo fino a tale profondità, attuato tramite idrofrese, consentirà sia di intercettare il substrato geologico di fondazione, sia di includere la quota alla quale è prevista la futura metro D, a 54 metri di profondità, nel caso di approvazione del progetto.
Il costo previsto dell'opera è di 700 milioni di euro, a fronte di una spesa media normalmente necessaria per una stazione di 100-150 milioni di euro, a causa della complessità della composizione del terreno e dello stato archeologico che hanno reso necessario programmare l'asportazione di 66 mila metri cubi di materiale con le procedure di uno scavo archeologico..
Gli otto livelli interrati saranno attrezzati con sei ascensori, ventisette scale mobili e 110 metri di banchine, con tre accessi diretti al servizio delle aree museali di Palazzo Venezia, del Vittoriano e dei Fori Imperiali. L'atrio museale, al livello -1, è stato progettato insieme alla Soprintendenza con l'obiettivo di ricollocare i vari reperti archeologici ritrovati durante lo scavo e per mostrare il tracciato originale della via Flaminia. Saranno inoltre ricollocate sia la facciata di un edificio che si affacciava con tabernae sulla via Lata, sia le grandi aule rettangolari degli auditoria di Adriano, riportate alla luce durante le indagini archeologiche esplorative.

## Servizi
La stazione disporrà di:
- Biglietteria
- 27 scale mobili
- 6 ascensori

## Interscambi
- Capolinea tram, linea 8
- Fermate bus - Piazza Venezia e Ara Coeli/Venezia (linee ATAC)